# Hôtel des Alpes-Grand Hôtel
L'ensemble Hôtel des Alpes-Grand Hôtel, également appelé Résidence des Alpes est un ancien palace situé dans le village de Territet, sur le territoire de la commune vaudoise de Montreux, en Suisse.

## Histoire
C'est en 1840 qu'est achetée à Territet la parcelle de terrain pour y construire une auberge appelée « Chasseur des Alpes ». Au cours des années suivantes, cette auberge sera agrandie à trois reprises pour devenir, en 1855, l'Hôtel des Alpes ; la construction du bâtiment principal est l'œuvre de l'architecte Henri Chessex, fils du propriétaire et frère du promoteur Ami Chessex. Avec l'arrivée des touristes encouragée par l'ouverture, en 1861, de la ligne ferroviaire reliant Montreux à Villeneuve et s'arrêtant à Territet, l'hôtel s'agrandit rapidement avec la création d'une nouvelle salle à manger en 1875.
Deux ans plus tard, Ami Chessex mandate l'architecte Louis Maillard, rejoint ensuite par Eugène Jost et Marcel de Chollet pour les décors, pour construire le Grand Hôtel situé à côté de l'Hôtel des Alpes ; les deux bâtiments sont alors reliés par un couloir et ne forment bientôt plus qu'une seule structure. L'hôtel reçoit alors de nombreuses visites de célébrités, parmi lesquelles Élisabeth d'Autriche, à quatre reprises, ou l'empereur François-Joseph Ier d'Autriche en 1893. L'hôtel connaît alors un certain succès, en particulier en accueillant le premier téléphone de Suisse.
En 1975, l'hôtel cesse ses activités. Le hall principal et la salle à manger sont transformés en théâtre, alors que les chambres du Grand Hôtel accueillent le musée national suisse de l'audiovisuel ; ce dernier a cependant fermé ses portes en 2008 et doit quitter les lieux en 2012 pour permettre la rénovation du bâtiment. L'ensemble des deux bâtiments est classé comme bien culturel d'importance nationale. 
Le 29 janvier 1984, puis à nouveau le 28 septembre 2012, le théâtre est victime d'un incendie.

## Galerie de photos

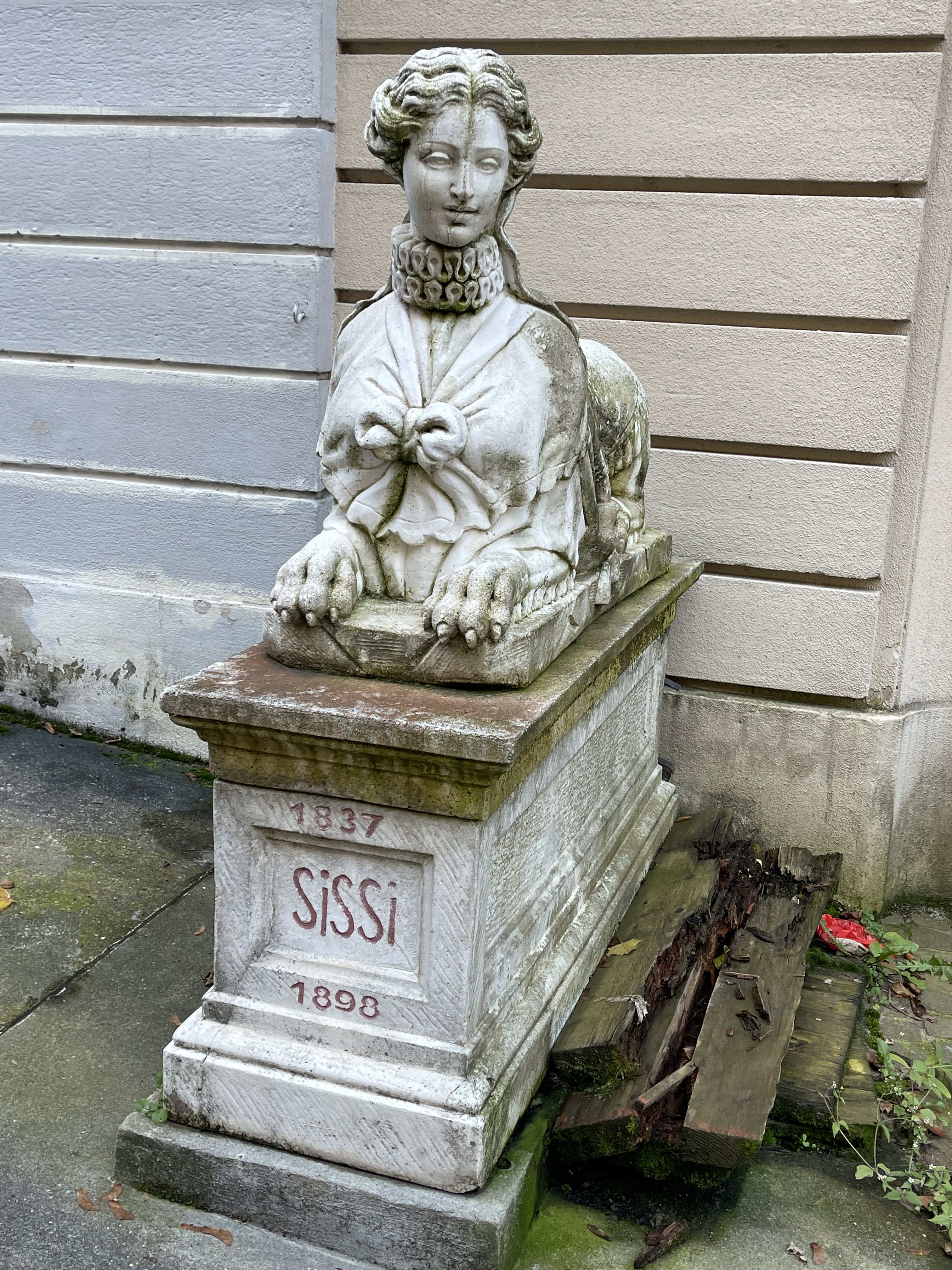
Statue sphinx avec tête d'Élisabeth d'Autriche
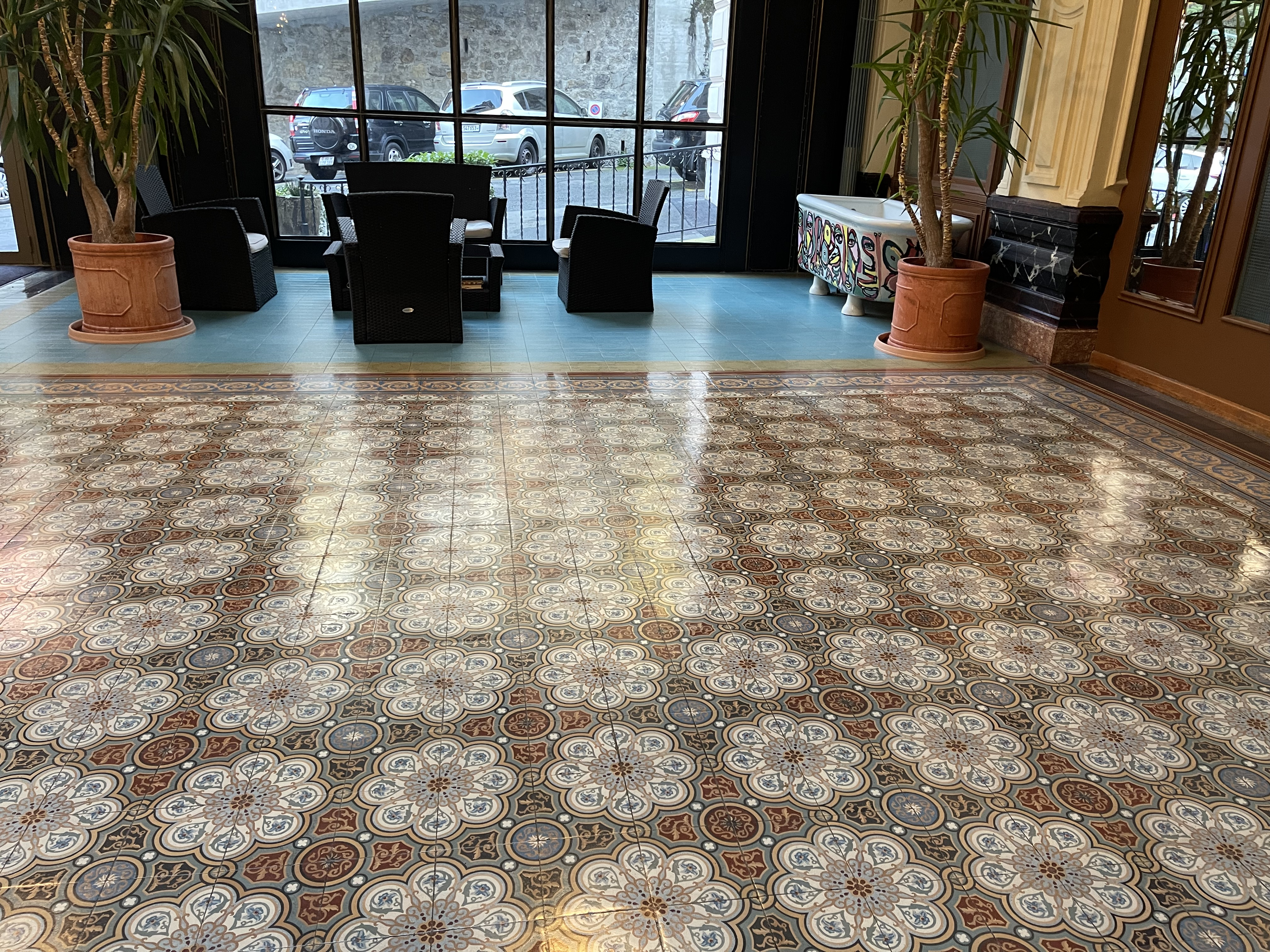
Entrée
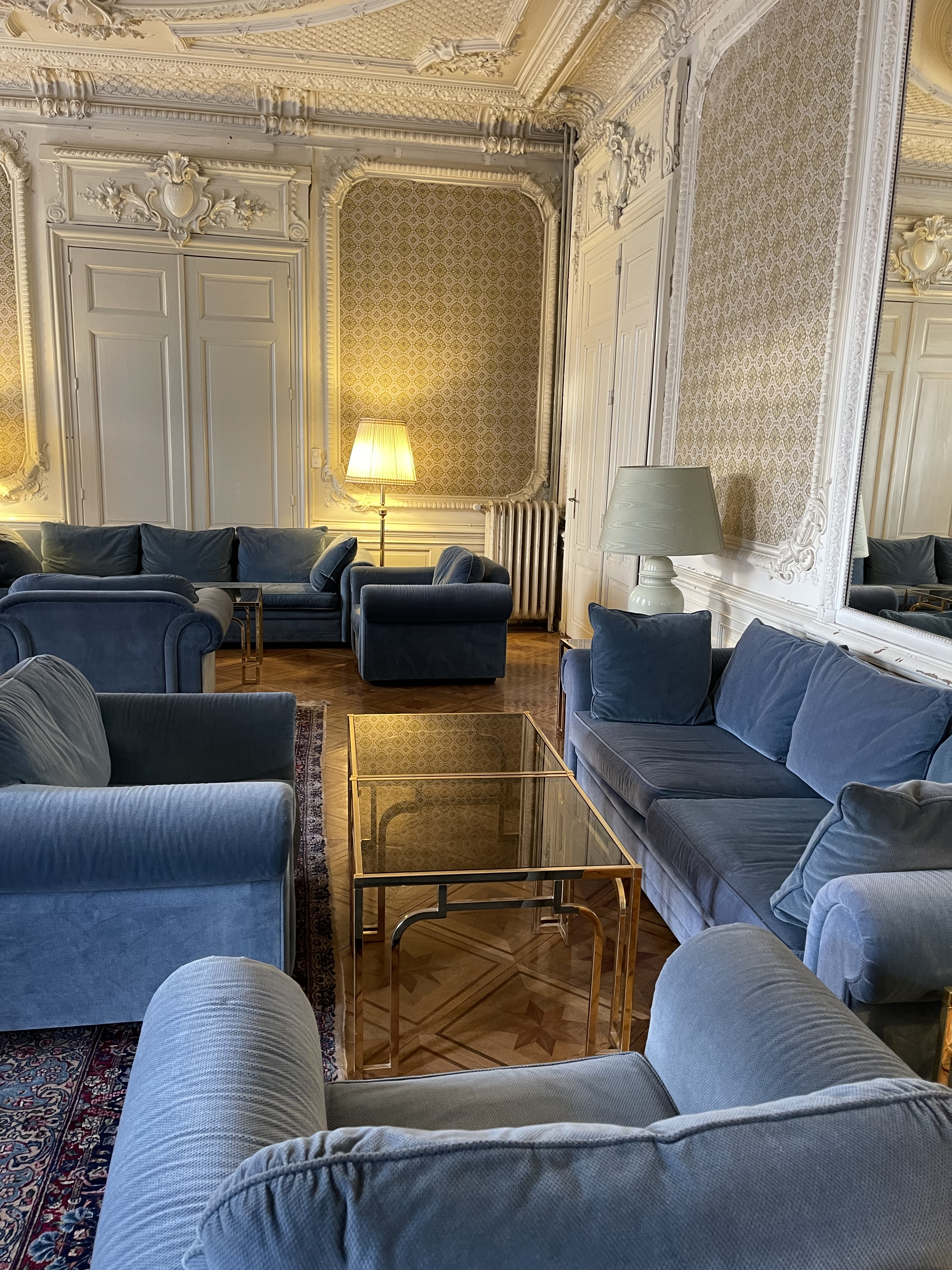
Salon privé d'Élisabeth d'Autriche
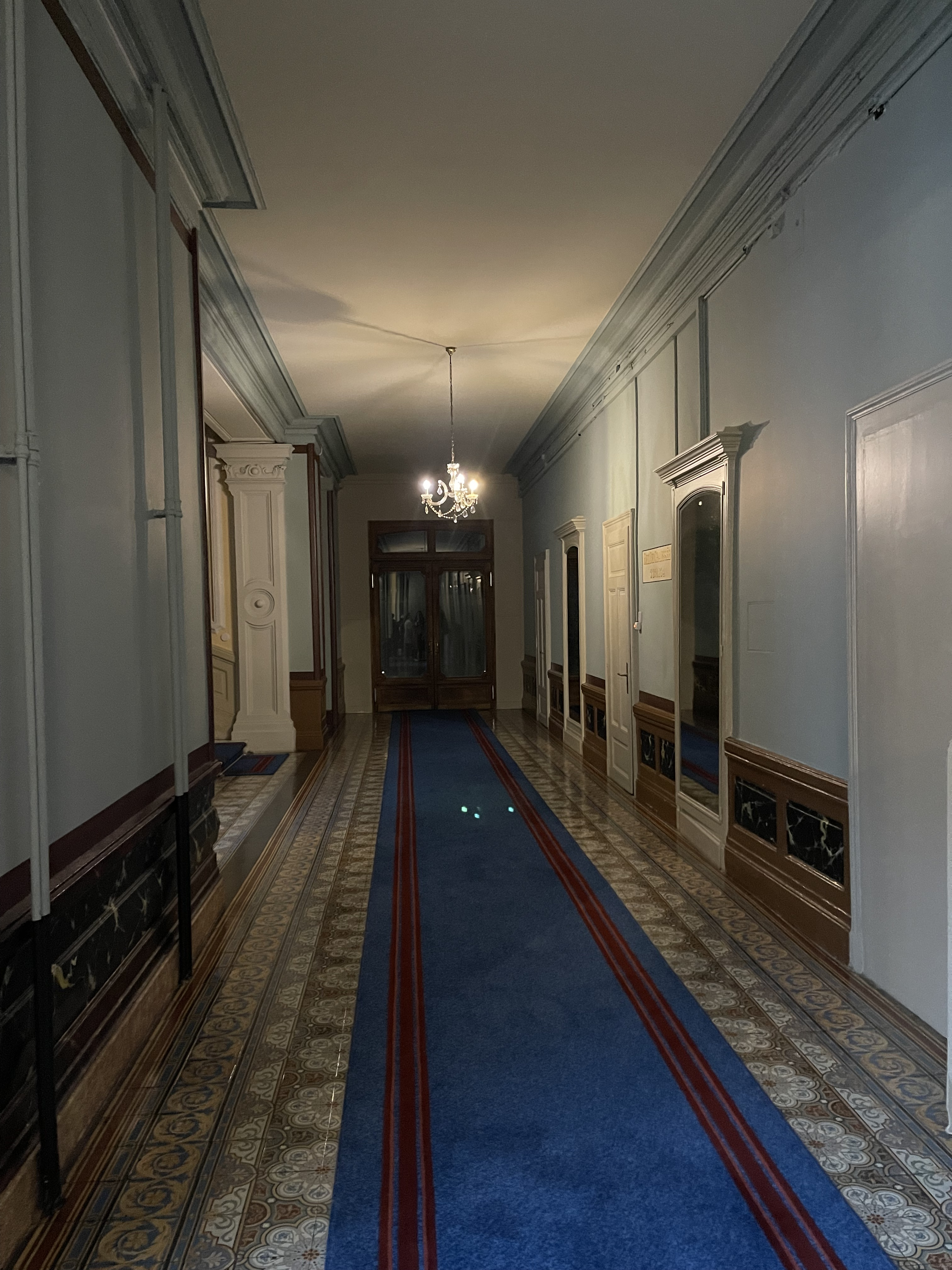
Couloir du Rez
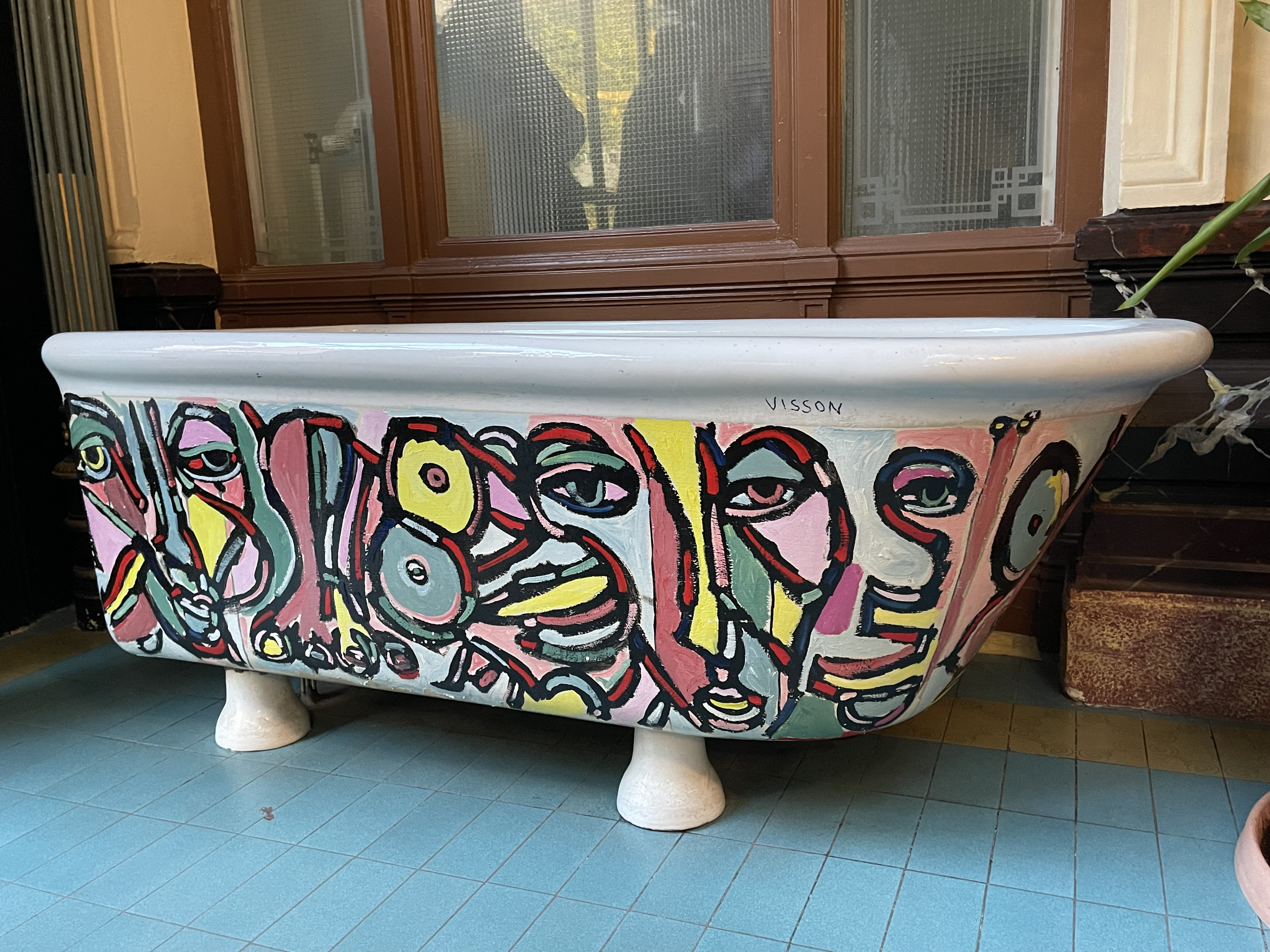
Baignoire d'Élisabeth d'Autriche peinte par l'artiste Philippe Visson
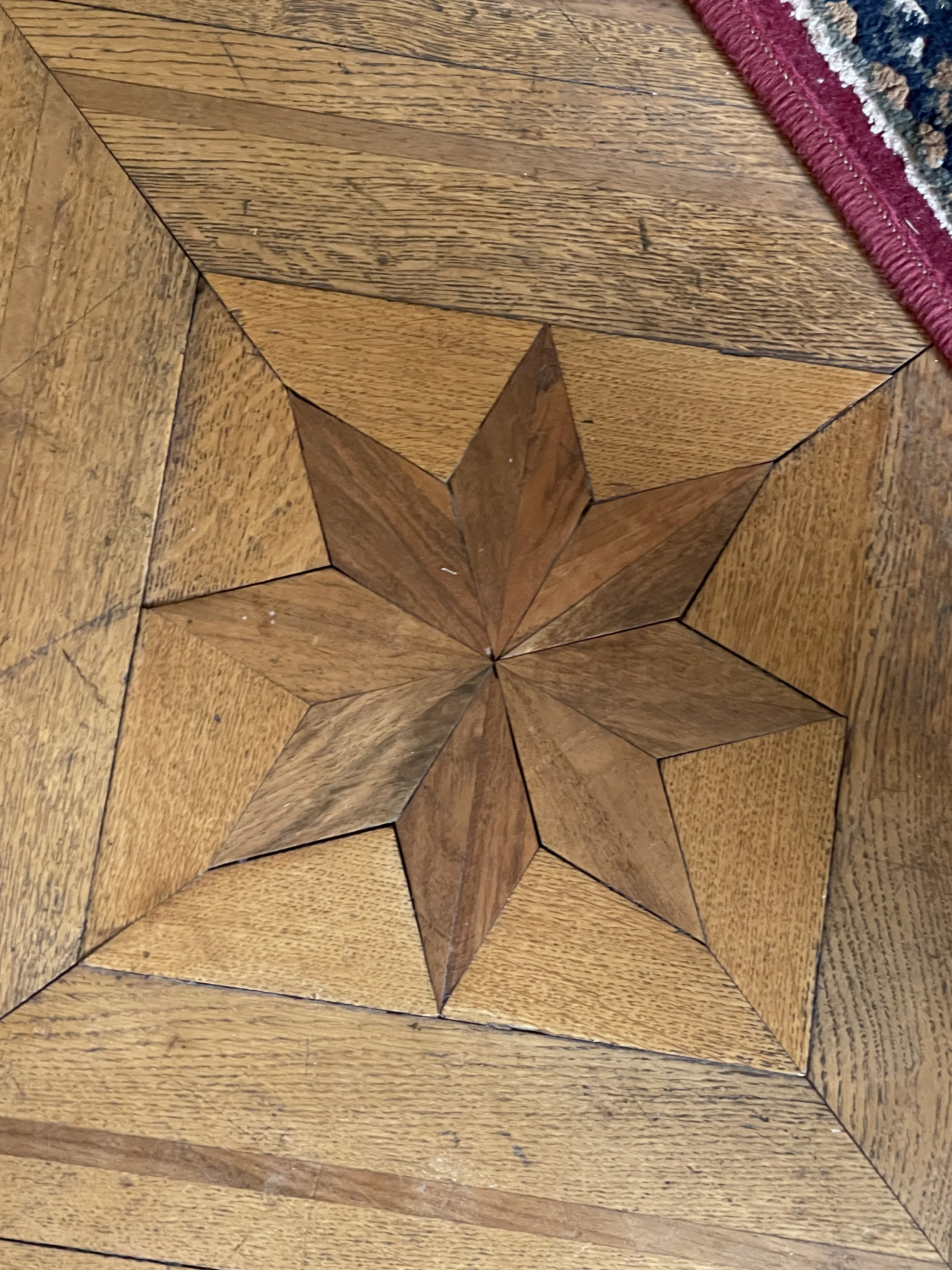
Détail de marqueterie du parquet du salon privé d'Élisabeth d'Autriche
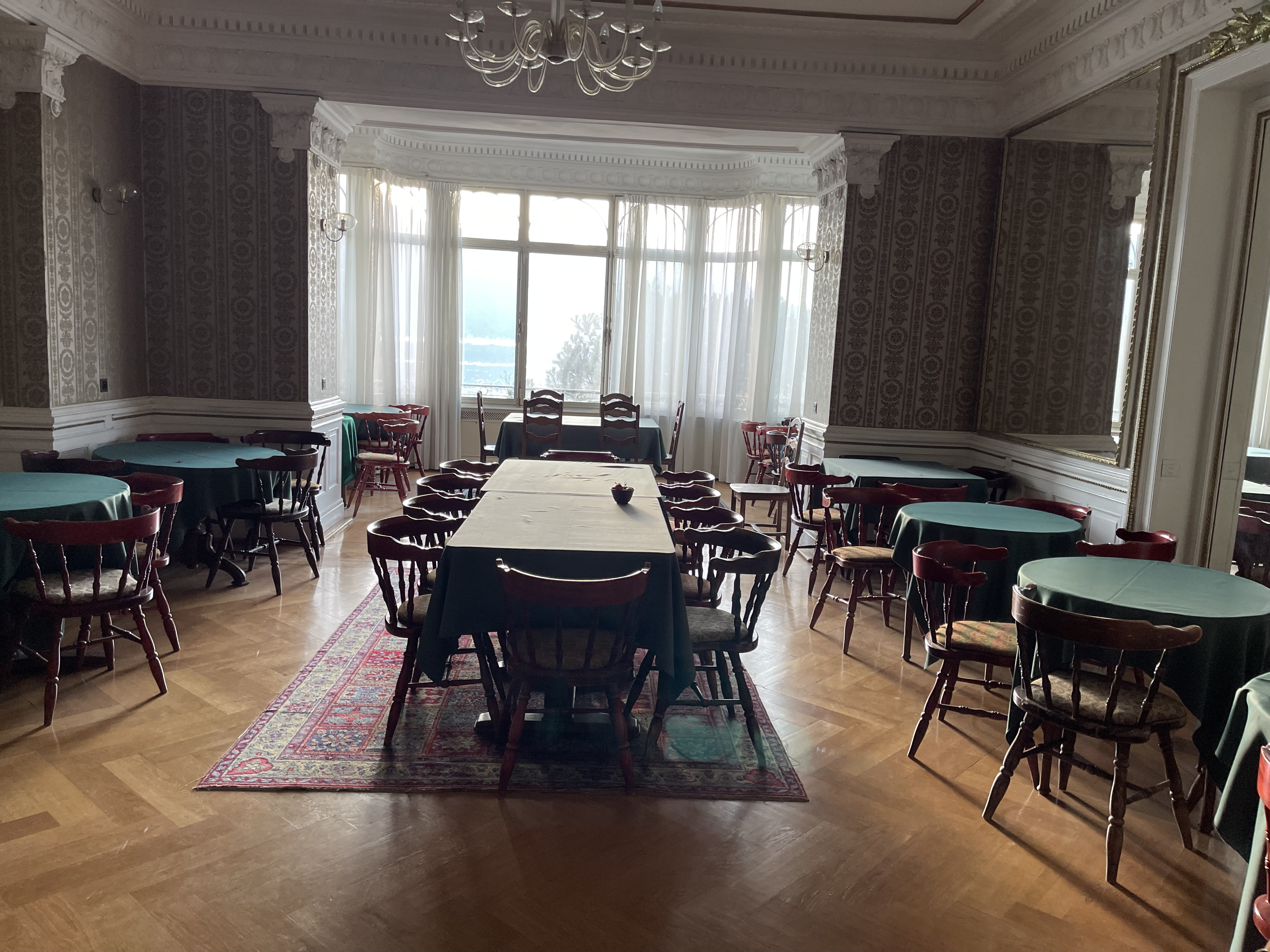
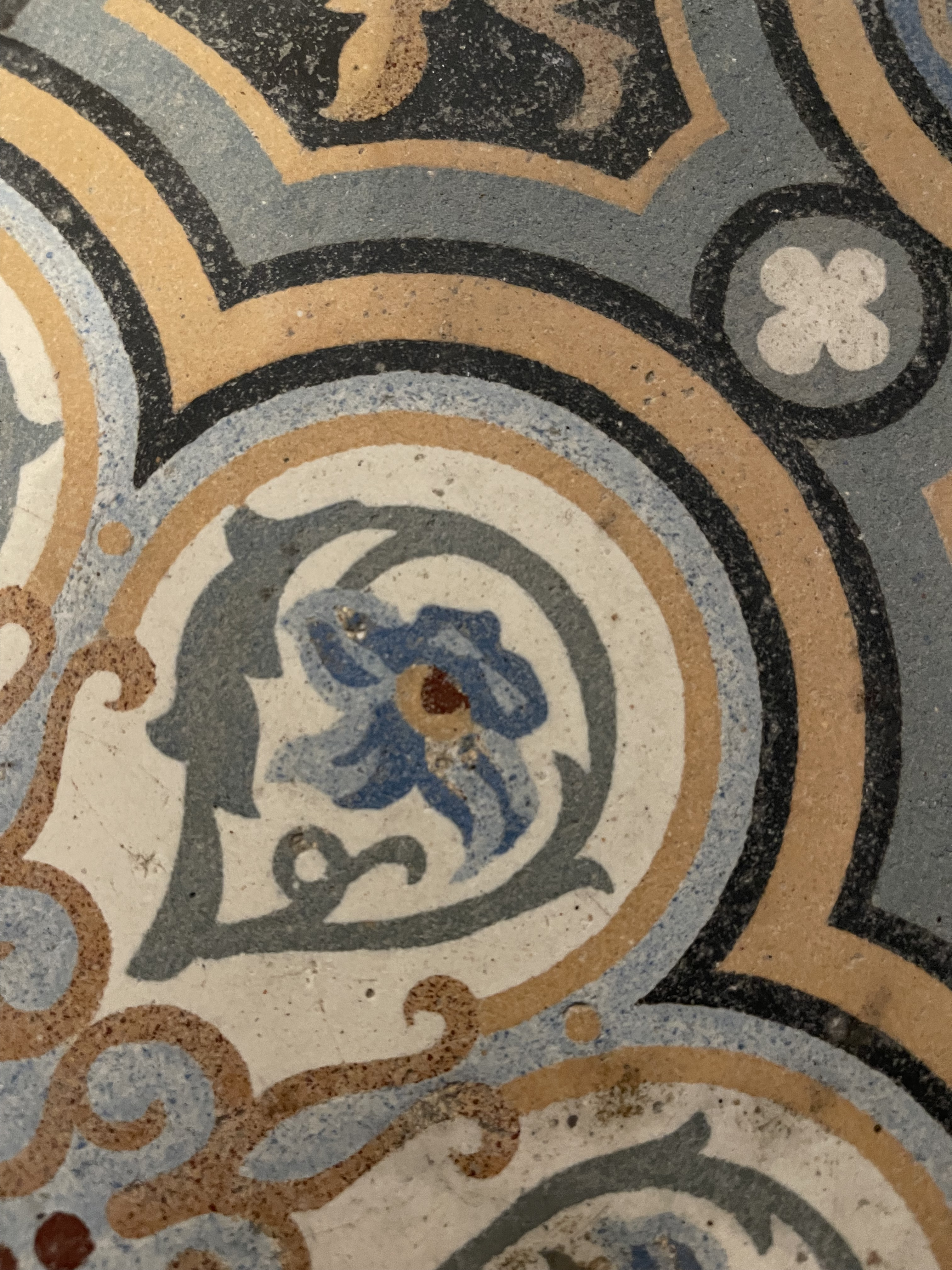
Carreau de ciment avec silice
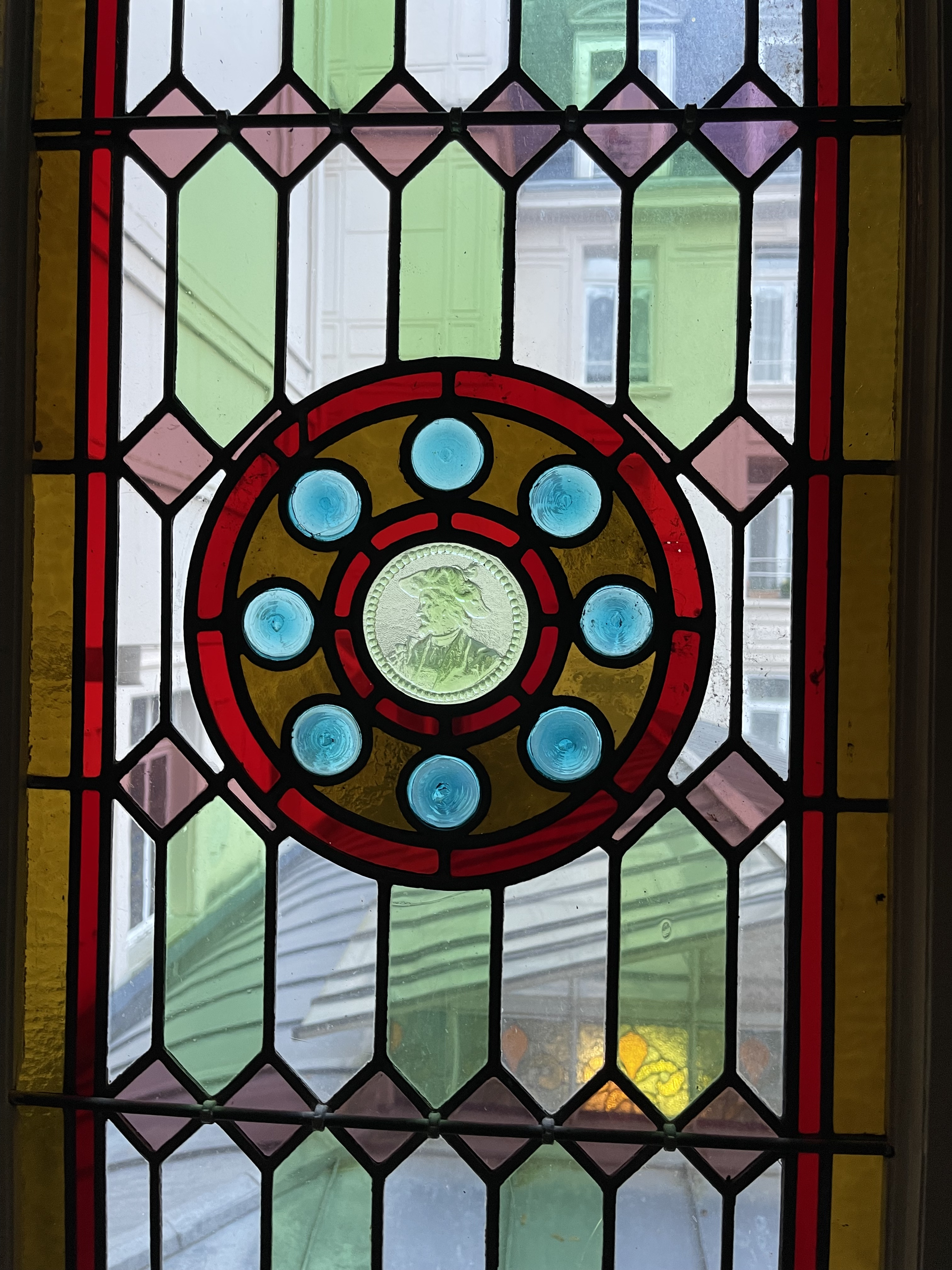
Tous les vitraux sont différents et uniques
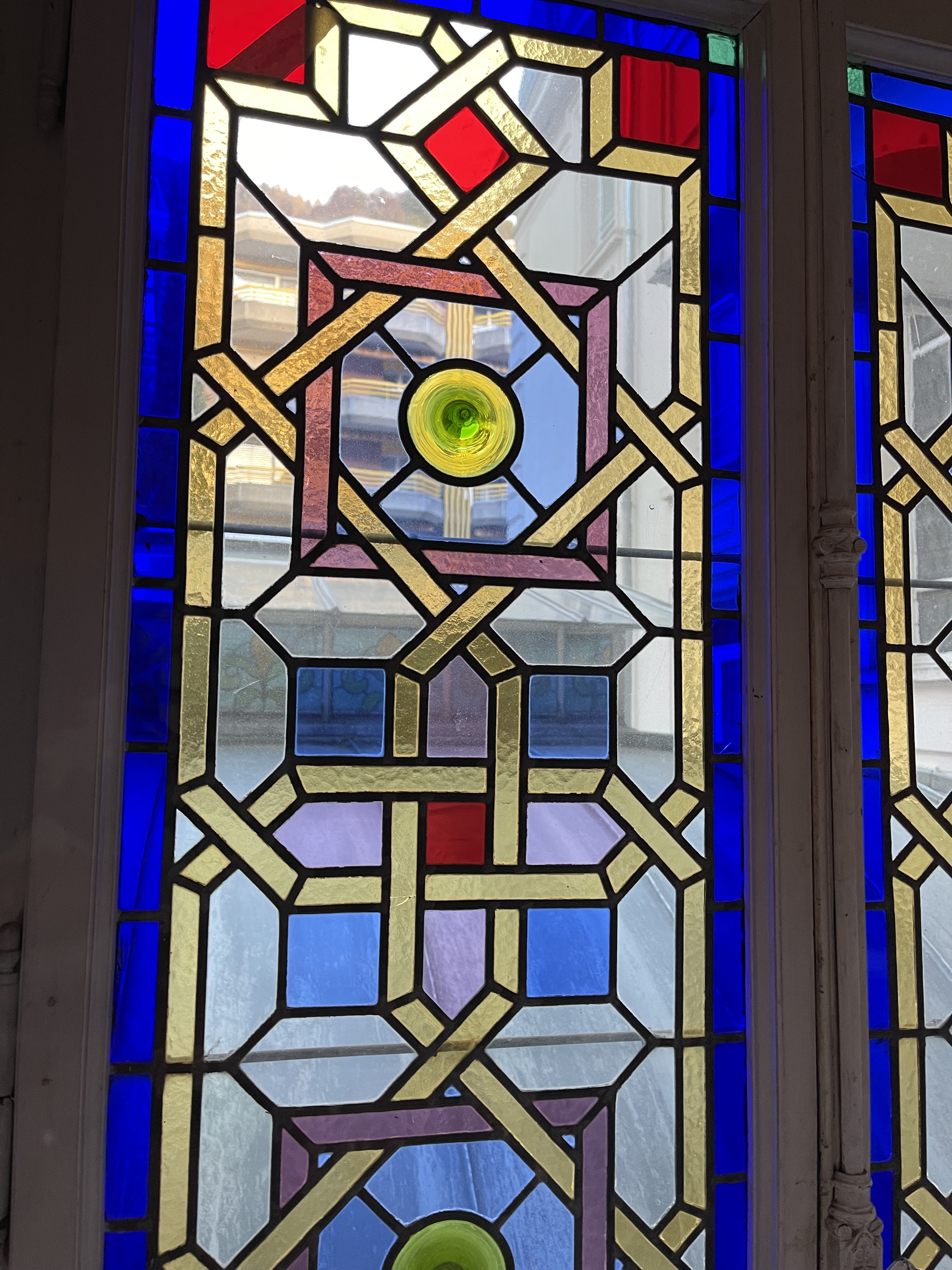
Tous les vitraux sont différents et uniques
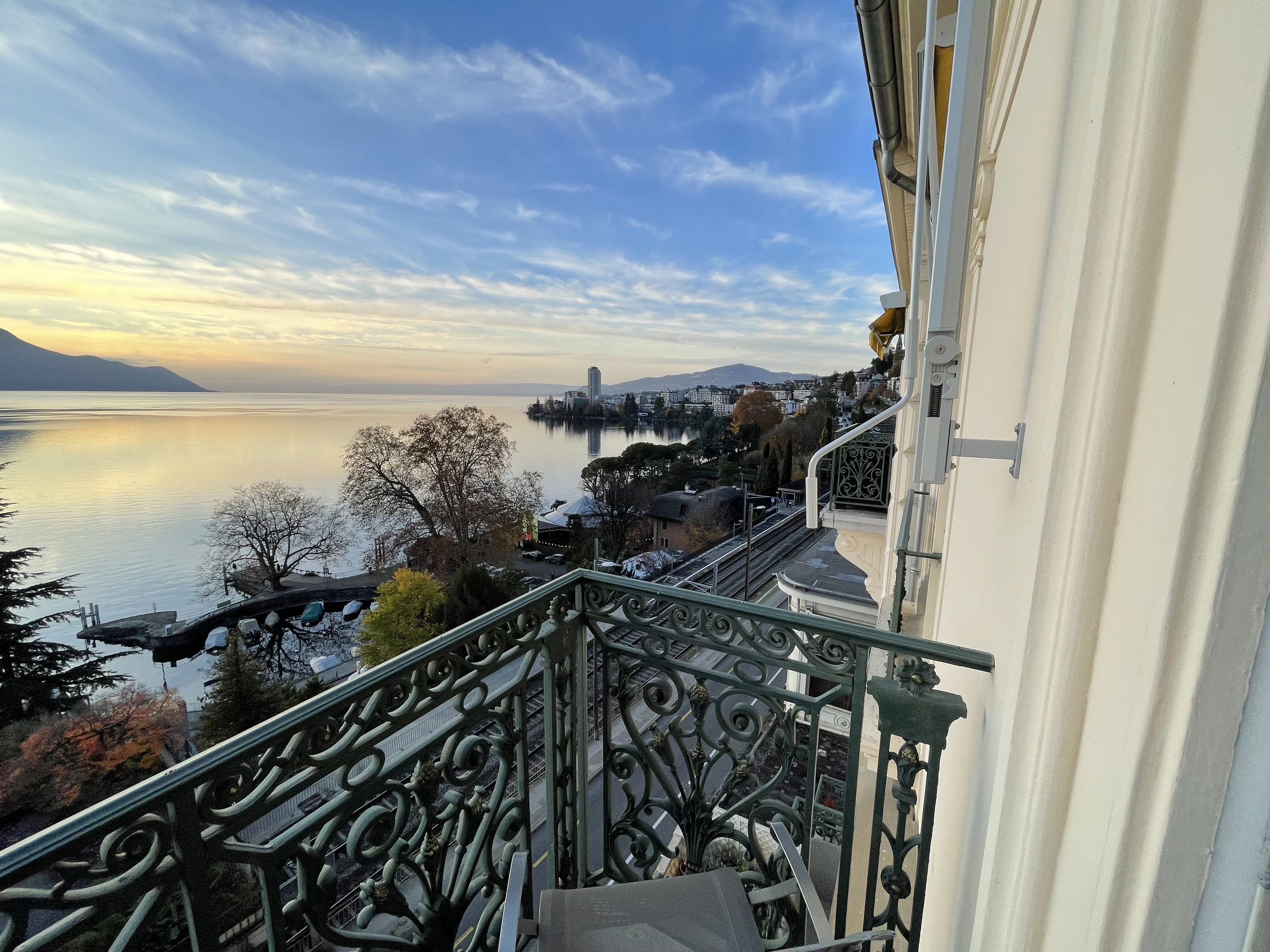
Vue sur le lac depuis le 3è étage
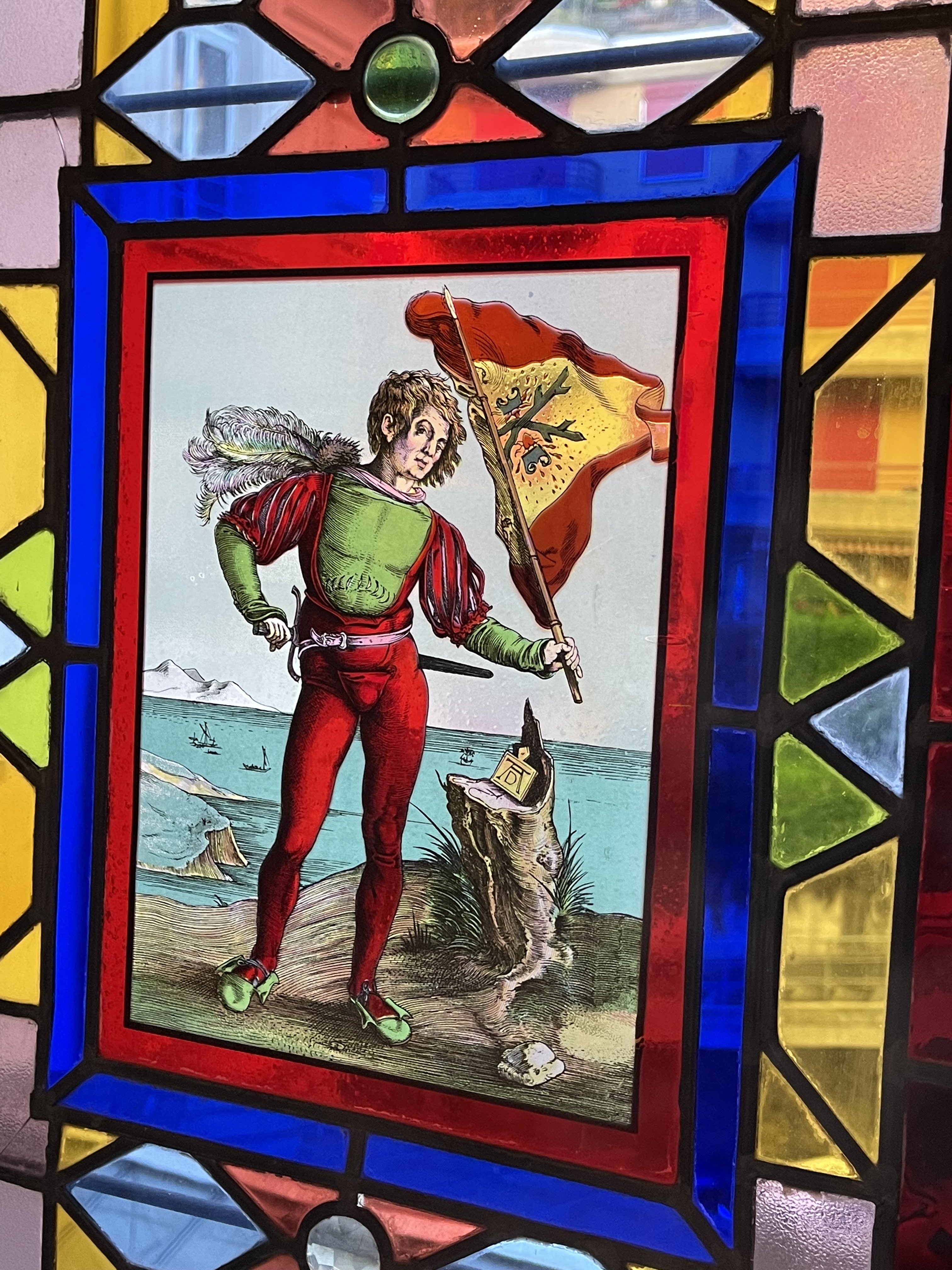
Tous les vitraux sont différents et uniques
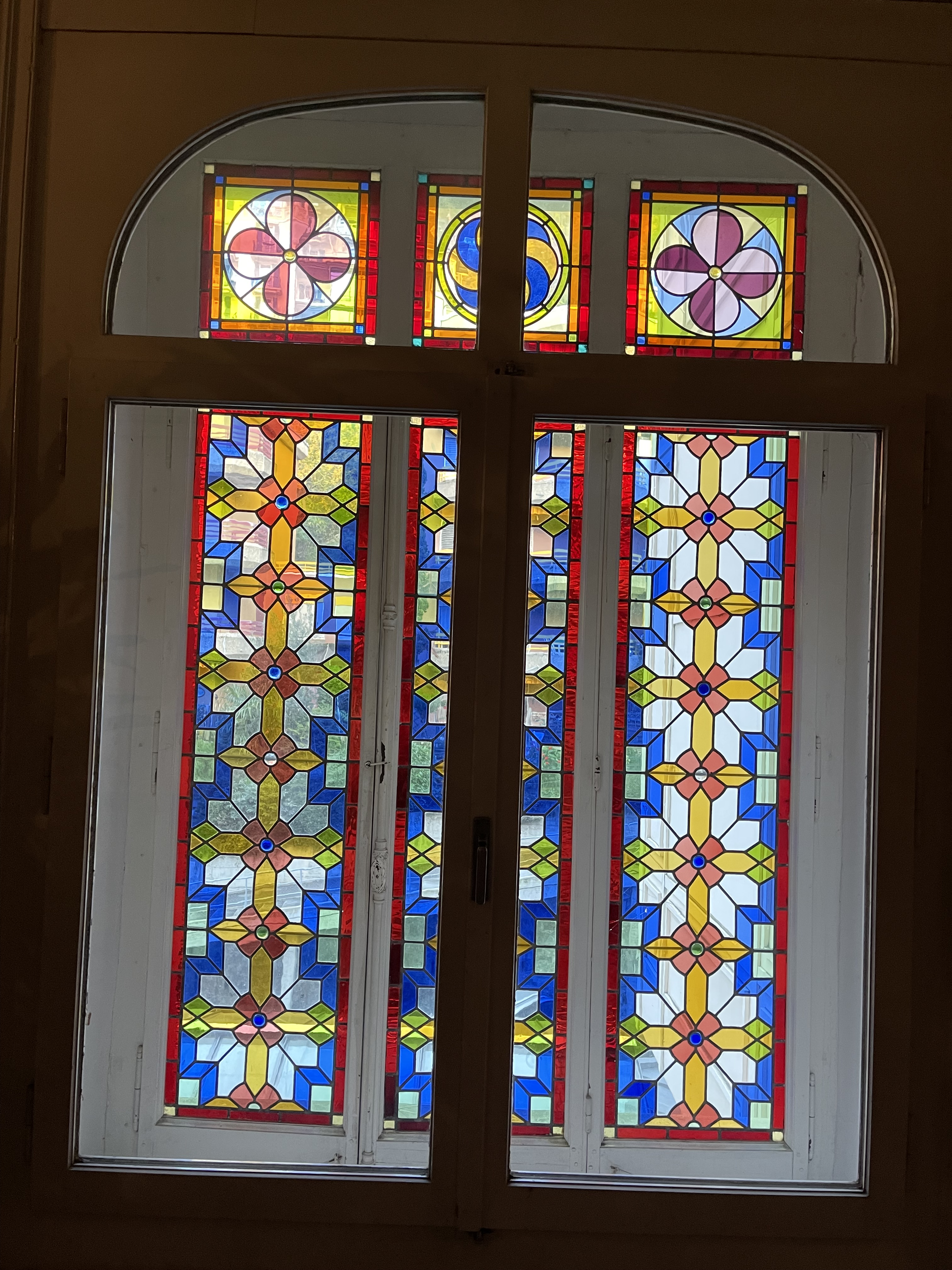
Tous les vitraux sont différents et uniques
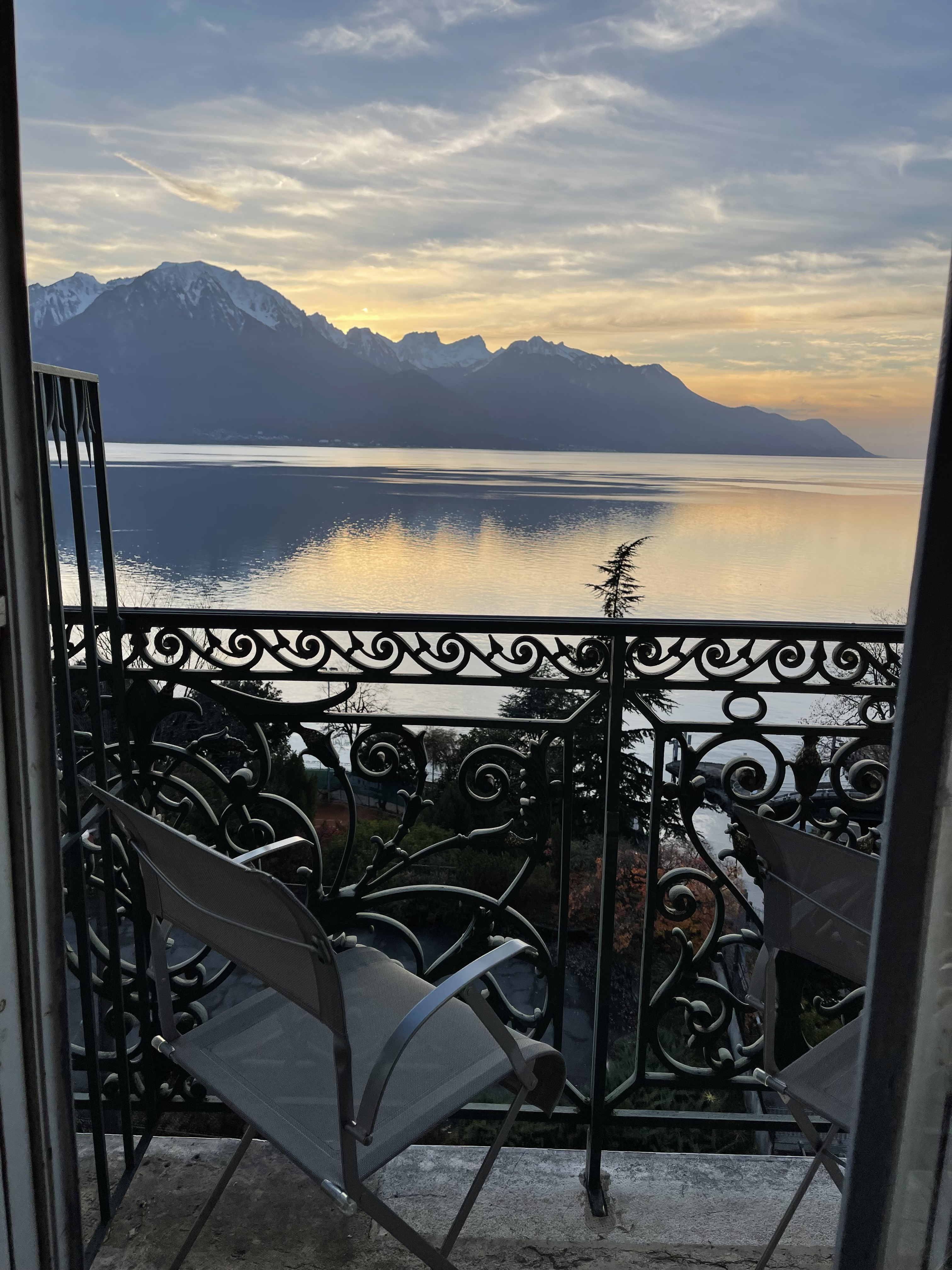
Vue sur le lac depuis balcon du 3è étage
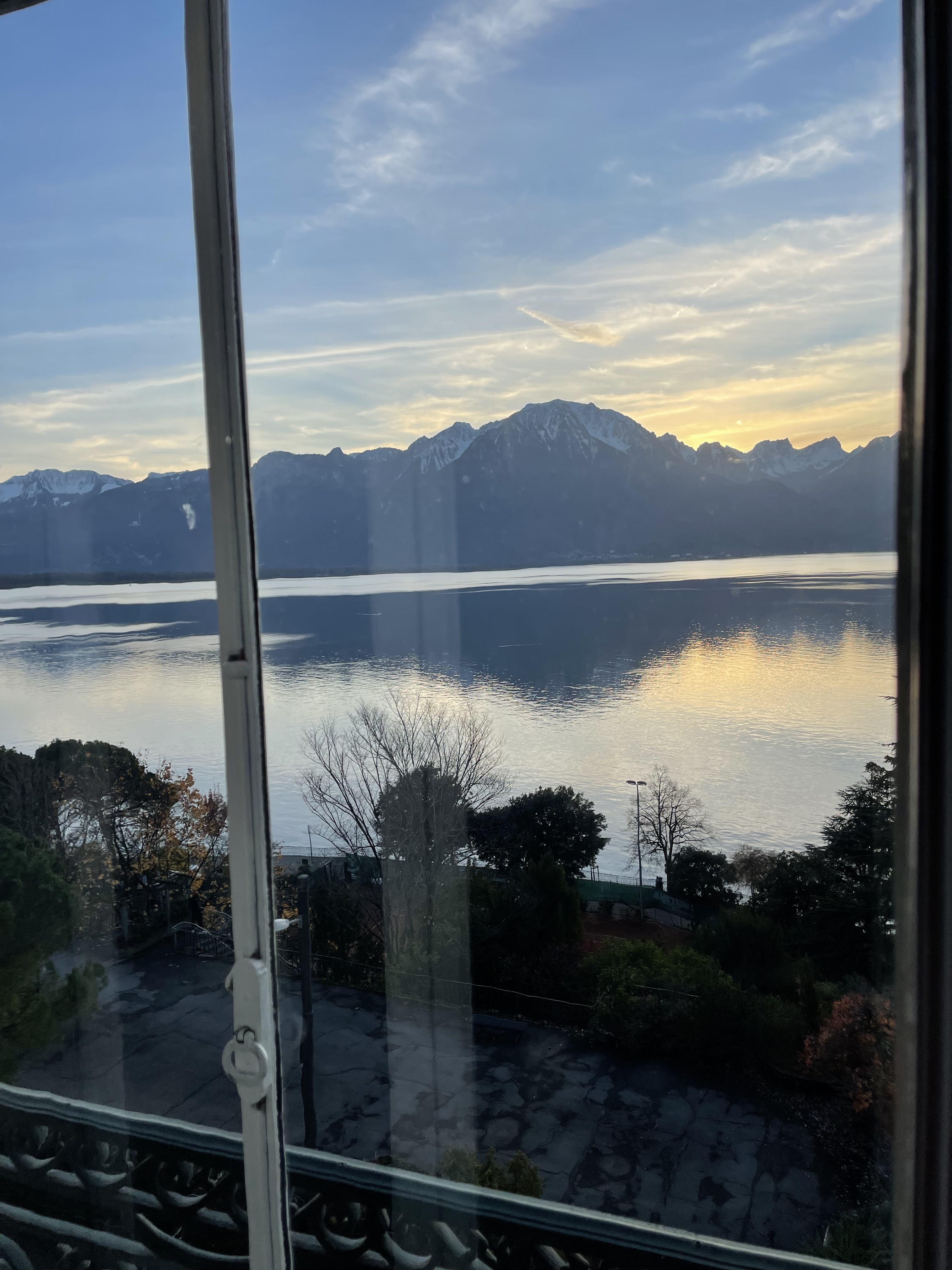
Vue sur le lac depuis vitre d'époque du 3è étage